# Quest for Glory I: So You Want to Be a Hero
Hero's Quest I: So You Want to Be a Hero (in seguito rinominato Quest for Glory I: So You Want to Be a Hero per problemi di copyright con il gioco da tavolo HeroQuest) è un'avventura grafica/videogioco di ruolo sviluppata da Lori Ann Cole e pubblicato dalla Sierra On-Line. Quest for Glory I è uno dei primi videogiochi a miscelare componenti di avventura grafica con componenti di gioco di ruolo. Quest for Glory I è il primo capitolo della serie Quest for Glory.